# Chris Matthews
Christopher John "Chris" Matthews (nascut el 17 de desembre de 1945) és un presentador de notícies i comentarista polític estatunidenc, conegut pel seu programa popular, Hardball with Chris Matthews, que es transmet per la cadena de cable MSNBC. Els caps de setmana dirigeix el programa sindicat,The Chris Matthews Show. Matthews fa aparicions regulars com a comentarista en programes de la NBC i la MSNBC.

## Biografia
Matthews, nascut a Filadèlfia, és catòlic d'ascendència irlandesa. Va cursar batxillerat a La Salle College High School. Es va graduar el 1967 del College of the Holy Cross, i es va llicenciar en economia a la Universitat de Carolina del Nord a Chapel Hill.

## Candidatura al Senat
En el programa The Colbert Report del 14 d'abril de 2008, Matthews va parlar de la seva possible candidatura al senat per Pennsylvania. Quan va ser entrevistat per Stephen Colbert sobre les seves intencions, va declarar que hi ha diferència entre la gent famosa i els que treballen per al poble, i que és millor treballar per al poble. També va dir que en la seva infantesa somiava ser senador. Quatre dies després, el 18 d'abril de 2008, Matthews va dir a Bill Maher que havia pres la decisió de dedicar-se només a comentar les eleccions senatorials i no participar-hi.

## Llibres publicats
- Matthews, Christopher. Life’s a Campaign: What Politics Has Taught Me About Friendship, Rivalry, Reputation, and Success. 1st ed..  Nova York: Random House, 2007. ISBN 9781400065288 [Consulta: 24 setembre 2008].
- Matthews, Christopher. American: Beyond Our Grandest Notions.  Nova York: Free Press, 2002. ISBN 0743240863 [Consulta: 24 setembre 2008].
- Matthews, Christopher. Now, Let Me Tell You What I Really Think. 1st ed..  Nova York: Free Press, 2001. ISBN 0684862360 [Consulta: 24 setembre 2008].
- Matthews, Christopher. Hardball: How Politics Is Played, Told By One Who Knows the Game. 1st Touchstone ed..  Nova York: Simon & Schuster, 1999. ISBN 0684845598 [Consulta: 24 setembre 2008].
- Matthews, Christopher. Kennedy & Nixon: The Rivalry that Shaped Postwar America.  Nova York: Simon & Schuster, 1996. ISBN 0684810301 [Consulta: 24 setembre 2008].